# ソムデットチャオプラヤー
ソムデットチャオプラヤー（Somdej Chao Phraya、สมเด็จเจ้าพระยา）はタイのバンダーサックの第一位。この下にはチャオプラヤーが存在する。この官位はごくまれにしか与えられることがなかった。